# Federazione pallavolistica dell'eSwatini
La Federazione swazilandese di pallavolo (eng. eSwatini National Volleyball Association, ENVA) è un'organizzazione fondata per governare la pratica della pallavolo in eSwatini (precedente denominato Swaziland).
Organizza il campionato maschile e femminile, e pone sotto la propria egida la nazionale maschile e femminile.
Ha aderito alla FIVB nel 1984.